# ホルシュテット (ニーダーザクセン)
ホルシュテット (ドイツ語: Horstedt) は、ドイツ連邦共和国ニーダーザクセン州のローテンブルク（ヴュンメ）郡に属す町村（以下、本項では便宜上「町」と記述する）で、ザムトゲマインデ・ゾットルムを構成する町村の一つである。

## 地理

### 自治体の構成
この町には、クリュンダー、ホルシュテット、シュターペル、ヴィンケルドルフの集落が含まれる。

## 行政

### 議会
この町の議会は、11議席からなる。

### 紋章
緑地。中央に金の三角図形で3分割。中央の金地には新しいレンガ造りの教会の側面が描かれている。教会の向かって左部分のには風見鶏が載った銀の鐘楼がある。教会の向かって右側には、向かって左上がりの傾斜屋根と丸い開口部を持つ赤い建物がある。丸い開口部には近代的な多色のガラスモザイクがある。三角図形の外側、向かって左上は金色で、支柱の間に置かれた薪の山。向かって右上は金色の直角定規。

## 経済と社会資本

### 交通
町内をアウトバーンA1号線が通っている。

## 引用
1. ↑  Landesamt für Statistik Niedersachsen, LSN-Online Regionaldatenbank, Tabelle A100001G: Fortschreibung des Bevölkerungsstandes, Stand 31. Dezember 2023